# Orthozoa (állatok)
Az Orthozoa az állatok (Animalia) országának, ezen belül a kétoldali szimmetriájú állatok (Bilateria) főtörzsének a Xenambulacraria és az ősszájúak által alkotott kládja. Egy alternatív hipotézis a központosult idegrendszerű állatok kládjának (Centroneuralia) hipotézise, mely a gerinchúrosokat egyesíti az ősszájúakkal.

## Történet
Az újszájúak tulajdonságait – a második üregként kialakuló szájat, a sugaras barázdálódást és a bélüreget – eredetileg az újszájúak szünapomorfiájának tartották. Morfológiai és embriológiai nézőpontból az újszájúak közös jellemzőiként ma csupán a kopoltyúüregek vagy -pórusok és feltehetően az endostylus különböztethetők meg. Az újszájúak csoportja valószínűleg parafiletikus, és eredetileg meghatározott jellemzőik egyes vedlő állatokra és a ma az ősszájúakhoz sorolt nyílférgekre is jellemzők.
Az Orthozoát először Kapli  et al. javasolták 2021-ben a Xenambulacrariát és az ősszájúakat tartalmazó lehetséges kládként, szembeállítva egy másik, szintén ekkor létrehozott lehetséges kláddal, a központosult idegrendszerű állatok (Centroneuralia) kládjával. E hipotézisek közös jellemzője, hogy szerintük az újszájúak polifiletikus csoportot alkotnak, mivel szerintük a tüskésbőrűek az ősszájúaknak közelebbi rokonai, mint a gerinchúrosoknak. Kapli  et al. 31, korábban csak az újszájúak esetén ismert génből 24-et kimutattak ősszájúakban vagy nem a Bilateriához tartozó kládokban újabb, jobb fajmintavétellel rendelkező genomikai eszközökkel.

## Genetika
Az ősszájúak nagy részének 28S rRNS-ében „rejtett törés” található, amely nincs jelen az újszájúakban, ez tehát előbbiek apomorf jellemzője. Egyes ősszájúak elveszthették e törést.

## Anatómia
Az Orthozoát az Orthozoa-hipotézis szerint az „ortodox” dorzoventrális elrendezés különbözteti meg a fordított tengelyű gerinchúrosoktól.

## Rendszertan
Az Orthozoa két kládból áll, az ősszájúakból és a Xenambulacrariából. Az Orthozoa-hipotézis szerint a kétoldali szimmetriájú állatok rendszertana a következő:
|                 | Protostomia                                                      |
|                 |                                                                  |
| Xenambulacraria | \| \| Xenacoelomorpha \| \| \| \| \| \| Ambulacraria \| \| \| \| |
|                 | \| \| Xenacoelomorpha \| \| \| \| \| \| Ambulacraria \| \| \| \| |
|                 | Xenacoelomorpha                                                  |
|                 |                                                                  |
|                 | Ambulacraria                                                     |
|                 |                                                                  |

|  | Xenacoelomorpha |
|  |                 |
|  | Ambulacraria    |
|  |                 |